# Cyrtandra purpurifolia
Cyrtandra purpurifolia är en tvåhjärtbladig växtart som beskrevs av Margaret Clark Gillett. Cyrtandra purpurifolia ingår i släktet Cyrtandra och familjen Gesneriaceae. Inga underarter finns listade i Catalogue of Life.